# El Mami Tetah
El Mami Tetah (Teyarett, 12 november 2001) is een Mauritaans voetballer die sinds 2021 onder contract ligt bij Alanyaspor.
Tetah maakte op 27 januari 2021 overstap naar de Turkse club Alanyaspor. Hij maakte zijn professionele debuut op 4 december 2021 en hij verloor met 1-0 tegen Sivasspor.

## Interlandcarrière
Tetah deed mee aan het toernooi Afrika Cup 2021 onder 20